# 神室山
神室山（かむろさん）は秋田県湯沢市と山形県新庄市、金山町の県境･市境上にそびえる、神室連峰の主峰となる山である。
『日本二百名山』のひとつに数えられる。
この項では、便宜的に神室連峰（神室山地）全般についても記述する。

## 山の概要
神室山を主峰とする神室連峰は、黒森(1,057m)から、水晶森(1,097m)、前神室山(1,342m)、神室山(1,365m)、天狗森(1,302m)、小又山(1,366m)、火打岳(1,237m)、八森山(1,098m)、杢蔵山(1,026m)、大森山(591m)と、脊梁が30kmあまりも続く山脈であり、標高こそ高くはないものの豪雪に磨かれた山容は険しく、そのことから別名「東北のミニアルプス」「みちのくのアルプス」と呼ばれる。全山栗駒国定公園に指定されている。
神室山は、古来から山岳信仰の山として知られ、修験の山として鳥海山と並び称される存在であった。伝説によれば、坂上田村麻呂が東征のおりに開山したと伝えられている。鳥海山との結びつきが強く、祭神も同じ大物忌神である。また、神室山は水や農業の神として敬われ、人々は山に登っては五穀豊穣を祈っていた。山頂には「神室権現」、「雷神」、「太田神」、「水神」といった石碑が残されており、山中の窪地を田んぼに見立て、米などを撒いて五穀豊穣を祈った「御田」の跡と推定される場所が何箇所か残っている。また、「神室山の天狗」など多くの伝承が言い伝えられている。神室山麓の各集落には、それぞれに神室山の参詣者を迎えた宿坊の跡とされる場所が残されている。例えば、金山町の山崎藁坊はその一つである。また、金山町内に残る寺は、神室山の山岳修験にちなんでいる。神室山の修験道自体は、僧坊に女を囲うなど、破戒行為が著しいことを理由に禁止され、廃れて行ったが、近隣の住民の信仰の対象とされ続けている。
他の山脈に比べて特別標高が高いわけではないが、積雪の多さから比較的低標高に高山植物が群生しており、登山道も比較的整備されているため、人気のある登山コースとなっている。

## 登山情報
- 山頂にあった避難小屋は、老朽化のため使用禁止になっていた。2008年9月、利用者の要望が強まったことにより、2009年度から2か年かけて、避難小屋の全面改築を行うことを決めた。2010年10月に避難小屋は完成し、利用できるようになっている。避難小屋の近くには水場がある。
- 水場は、縦走ルート上には、神室山避難小屋と杢蔵山荘、小又山と火打岳の間にある登山道の分岐点、「砂利口」から少し下った場所にしかない。
- 尾根は痩せているので、滑落の危険性が高い。
- 新庄市の神室連峰山開きは、毎年6月上旬の週末に行われる。

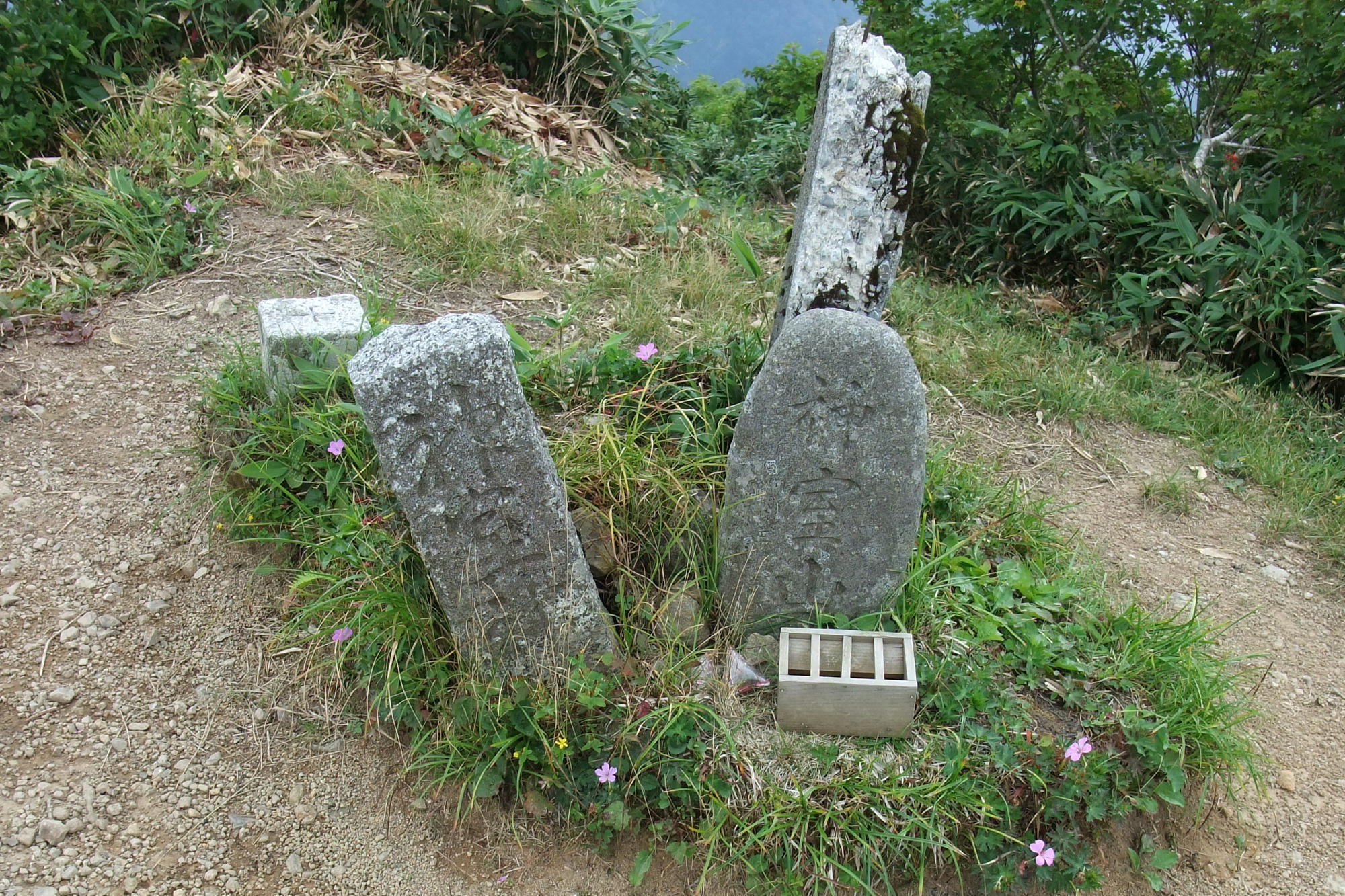
神室山山頂（2011年8月）

## アクセス
- 秋田県湯沢市
  - 役内口　
    - 西の又ルート（西の又川に沿って神室山頂上を目指すルート。途中に不動明王の石仏がある最後の水場、胸突八丁の急登、池塘やお花畑の御田ノ神（おんたのかみ）がある）
    - パノラマルート（前神室山を通り、有屋口からのルートと合流後、国定公園のレリーフと石像がある鏑山神社（レリーフピーク）を通過するルート）
- 山形県金山町
  - 水晶森口（かつて出羽を縦貫するメインルートであった有屋峠のルート。稜線上に出て、水晶森～前神室山を経由する）
  - 有屋口（大滝沿いの登山道から神室山頂上を目指す。山形県側からの代表的な登山ルート）
  - 蒲沢口（権八小屋跡で土内口からの登山道と合流し、台山尾根から神室山頂上を目指すルート）
- 山形県新庄市
  - 土内口（権八小屋跡で蒲沢口からの登山道と合流し、台山尾根から神室山頂上を目指すルート）
  - 砂利押沢口（土内から土内渓谷を通って、砂利口に出るルート。途中に水場がある）
  - 火打新道口（土内から火打岳を直接登るルート）
  - 萩野口（萩野から一杯森を通って、八森山を目指すルート）
  - 山屋口（杢蔵山を経由し、尾根を縦走するルート。登山道入口に新庄市営山屋キャンプ場、前杢蔵に山小屋「杢蔵山荘」あり）
- 山形県最上町
  - 薬師原口（薬師原から八森山を目指すルート）
  - 親倉見口（親倉見から八森山と小又山との間にある稜線、槍が先を目指すルート）
  - 西の又口（白川ダムから延びる西の又林道の終点から、小又山を目指すルート）

## ギャラリー

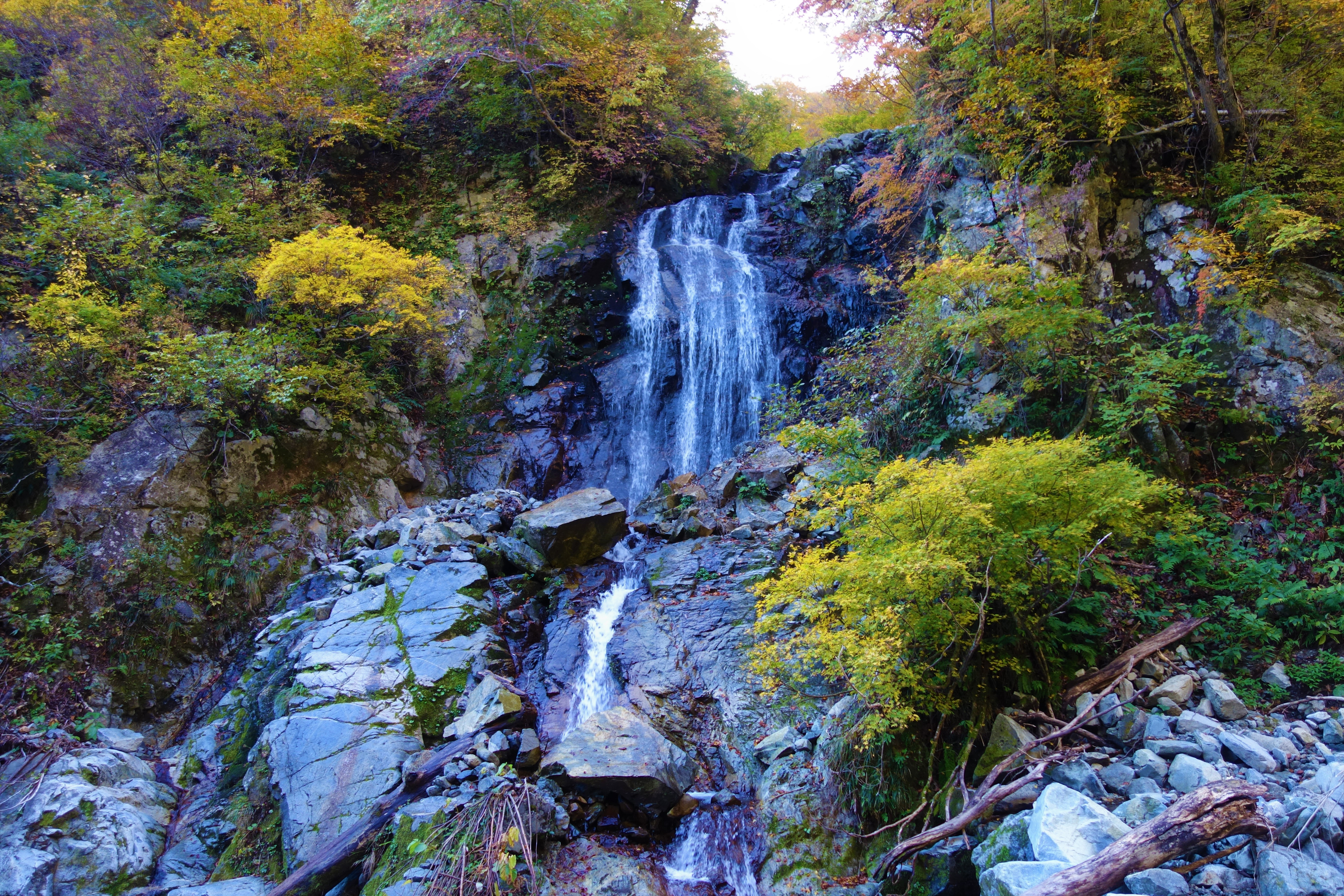
西ノ又コースの三十三尋の滝
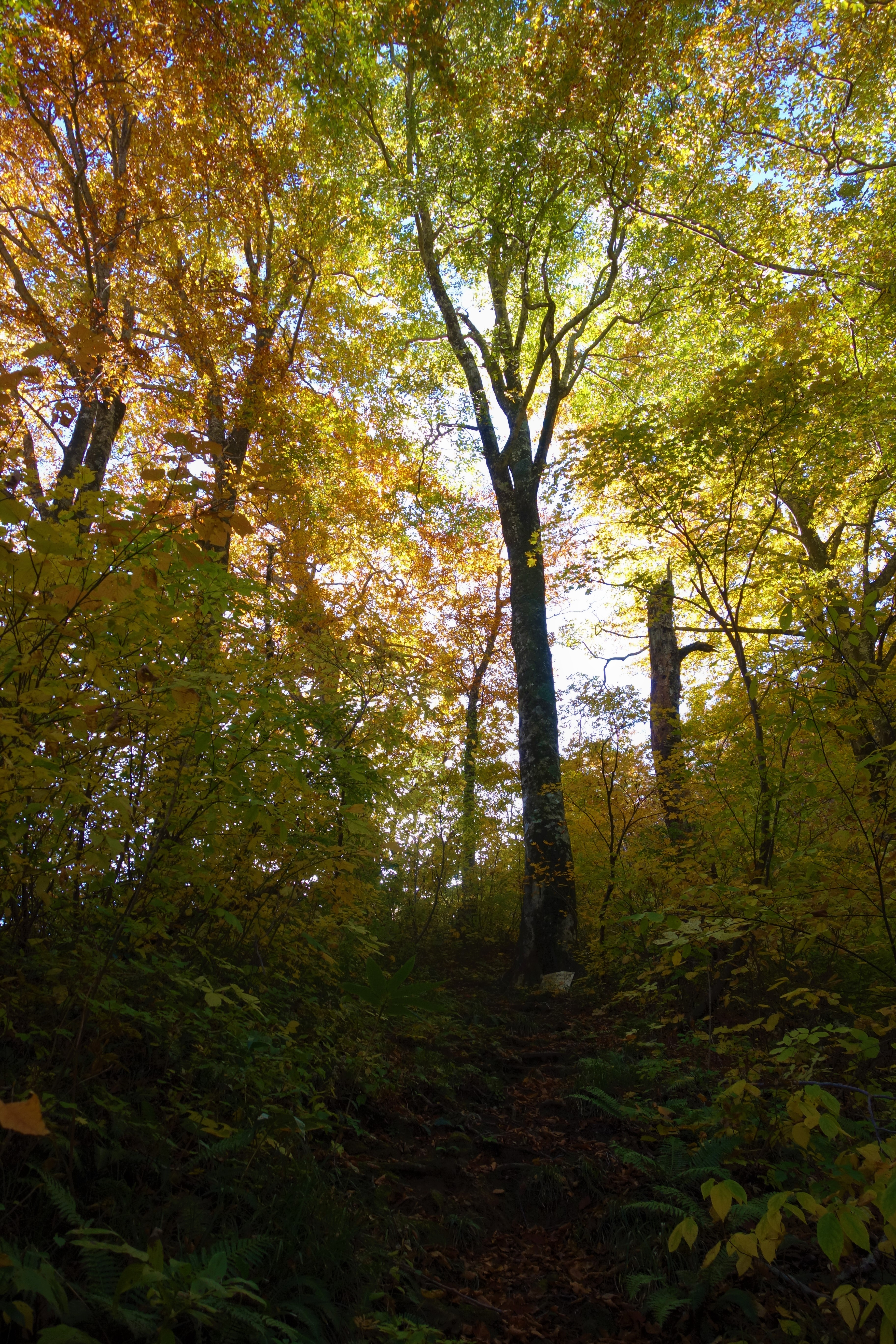
西ノ又コースの胸突八丁坂
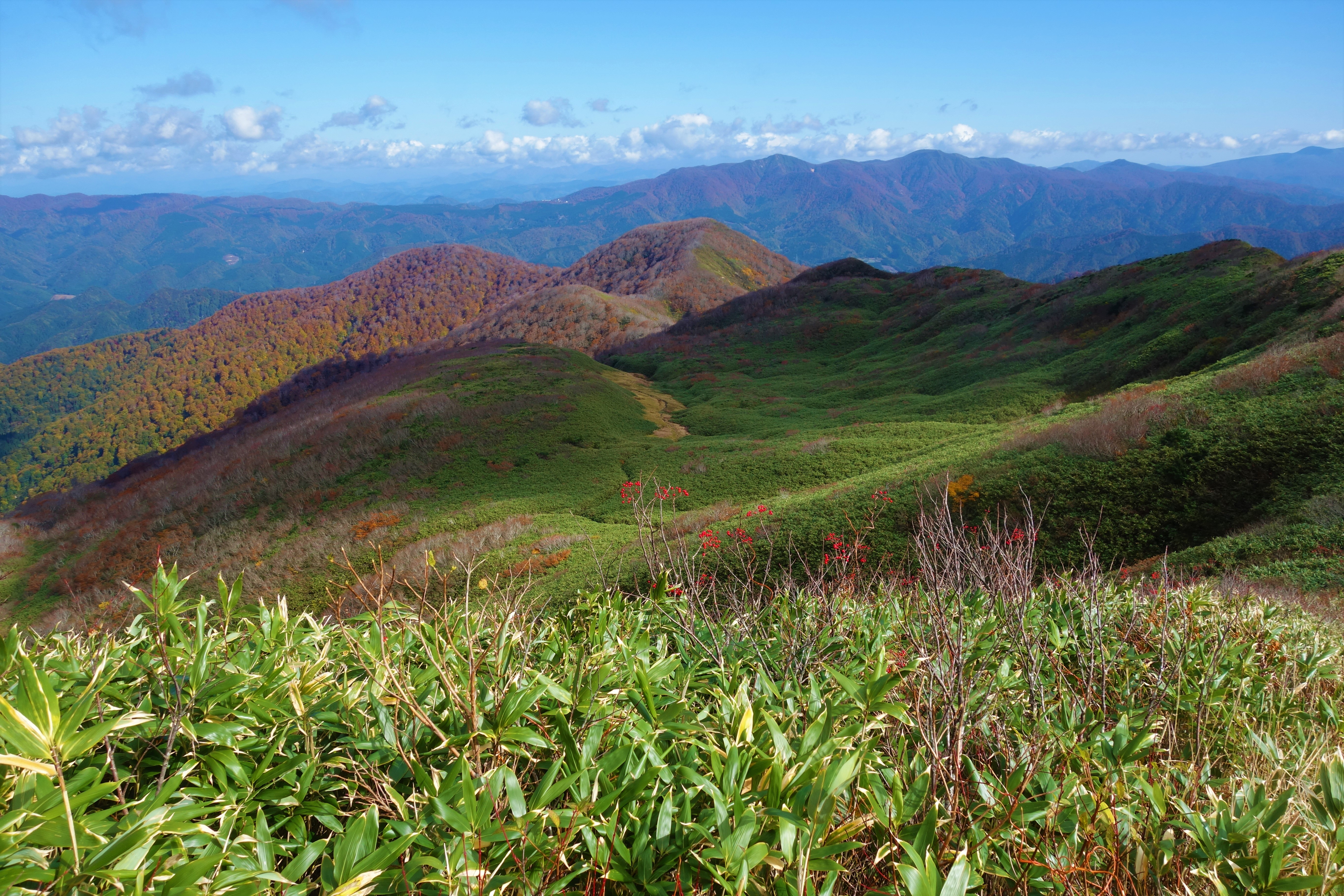
クマのひるね坂から御田の神
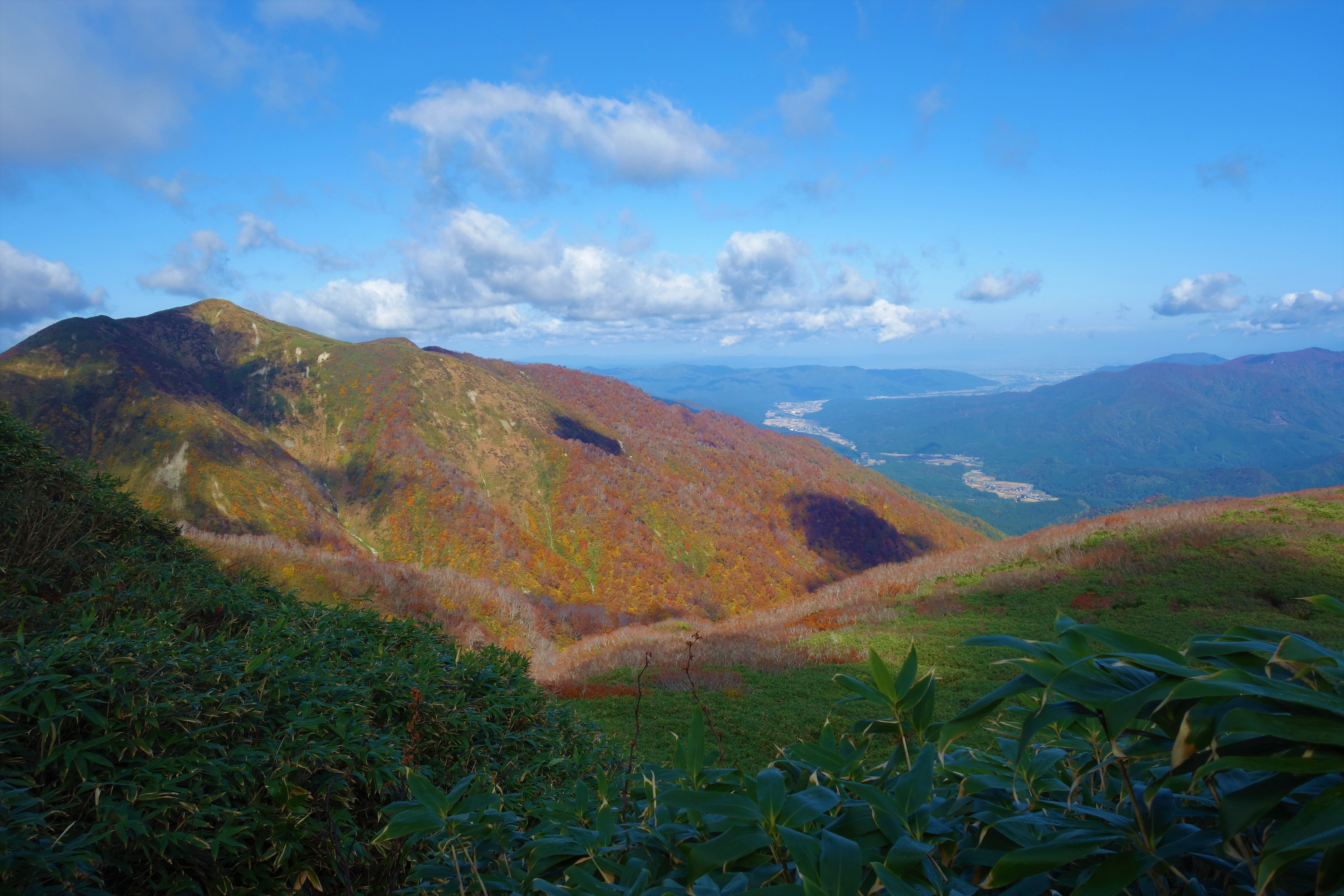
前神室山と雄勝・秋ノ宮の集落
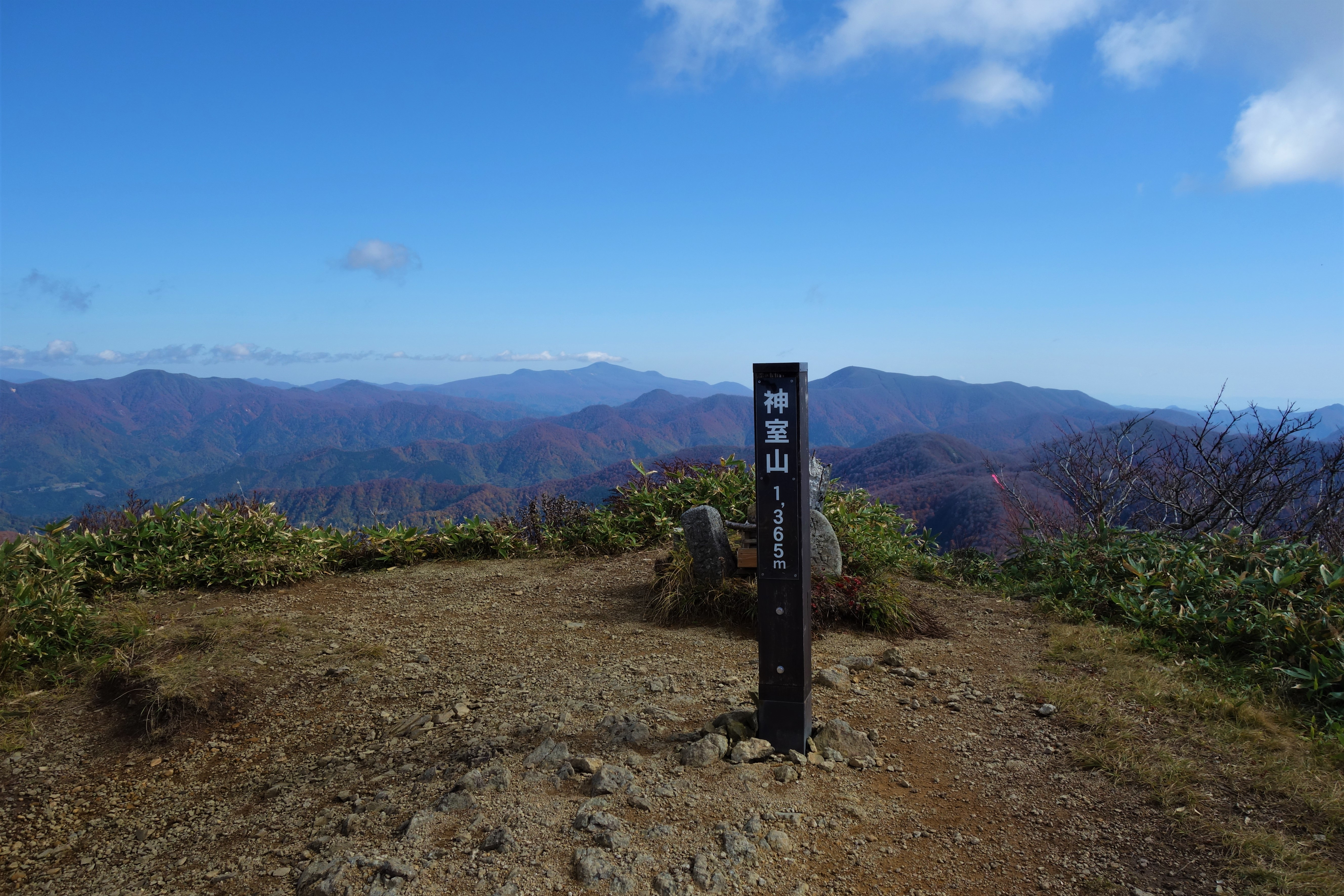
神室山山頂
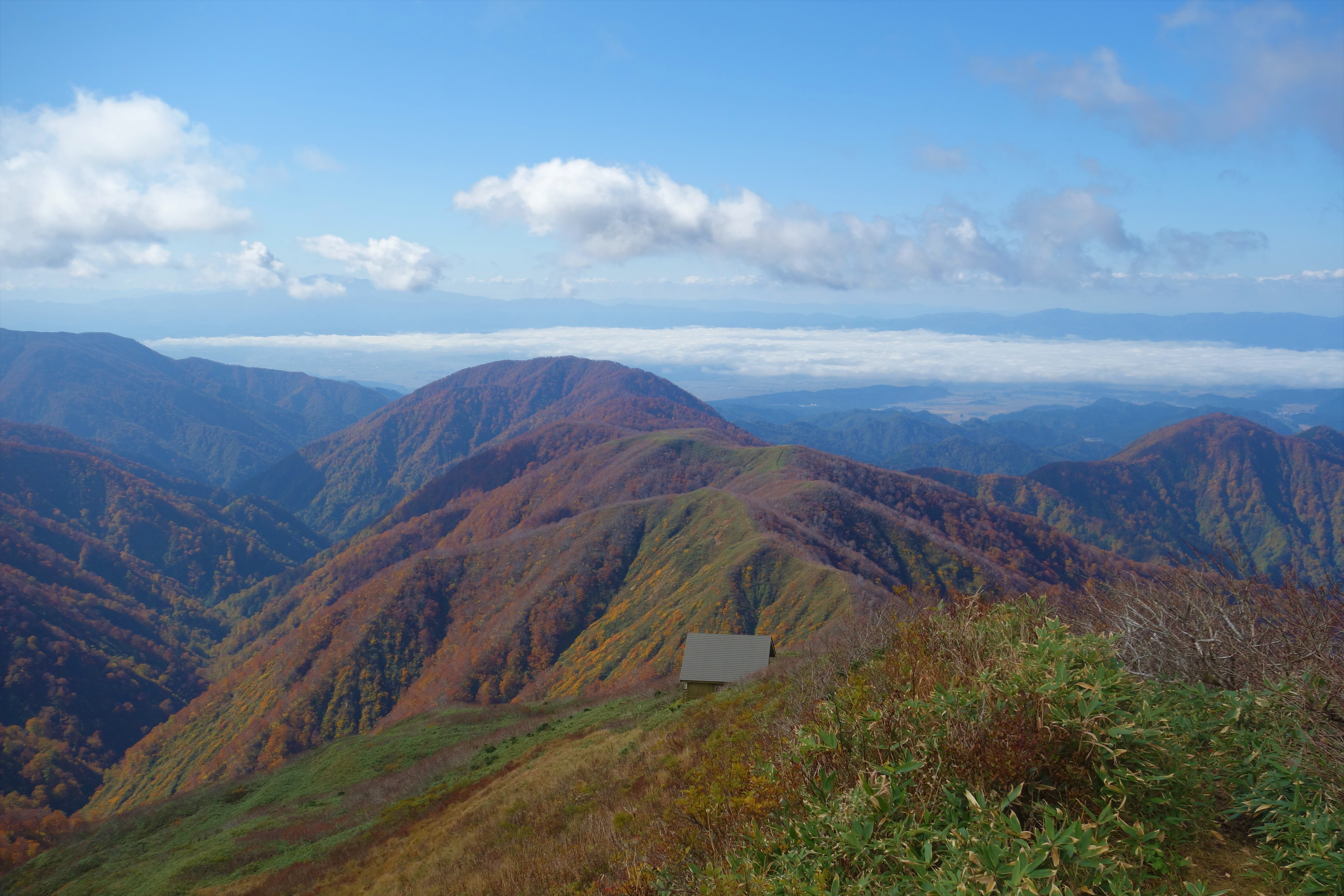
避難小屋と雲海広がる新庄盆地(左奥は月山)
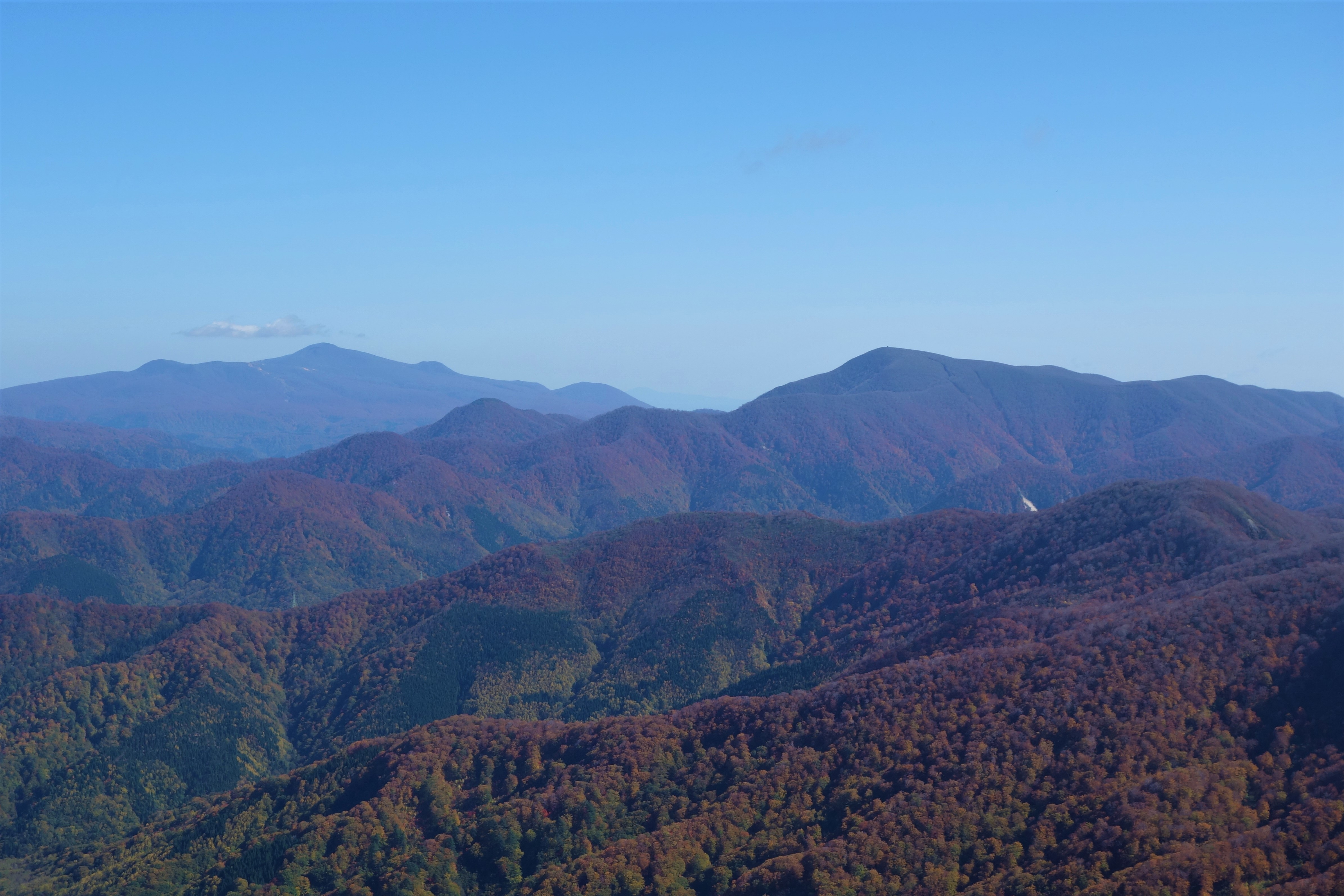
栗駒山（左奥）と虎毛山（右手前）
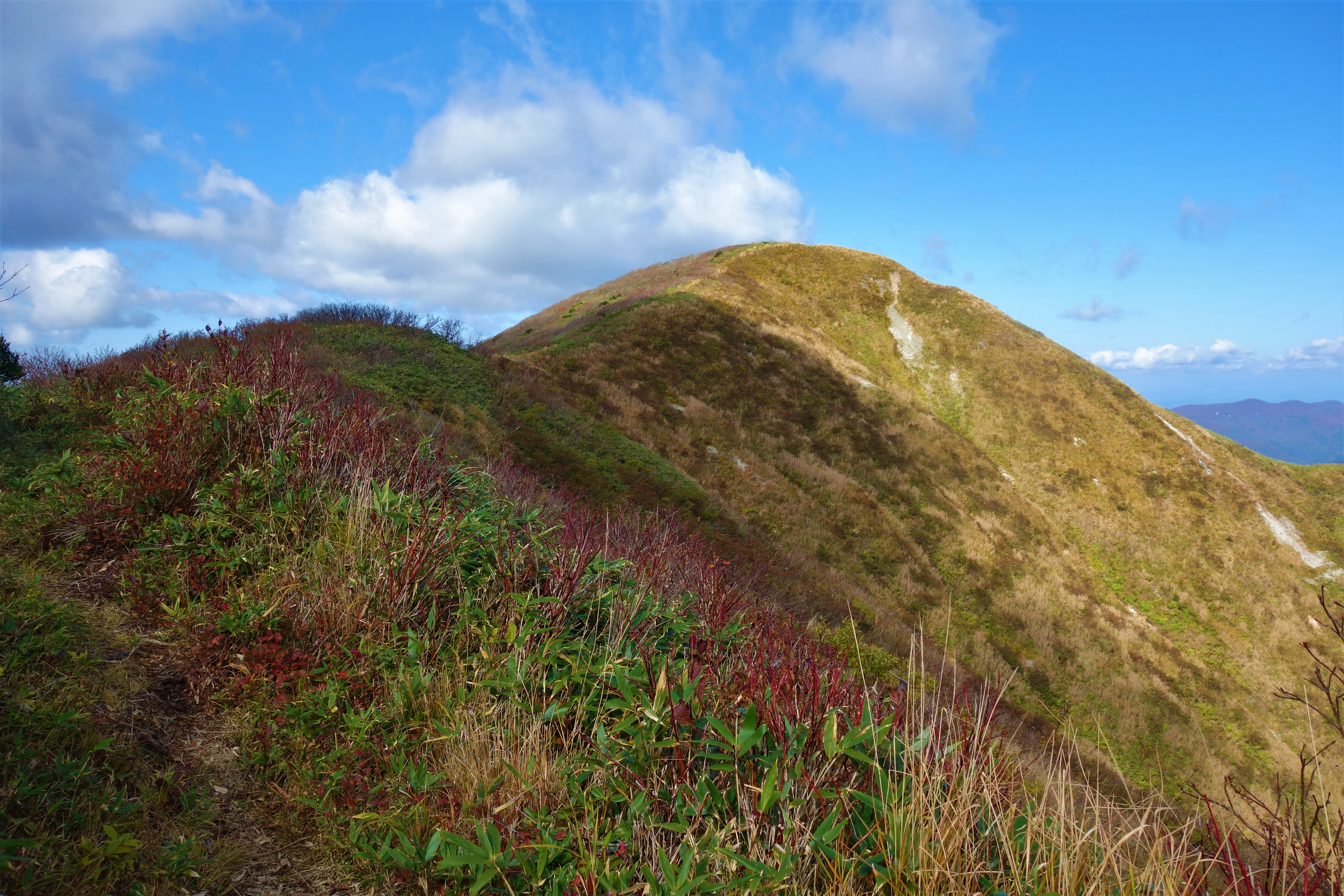
前神室山

## 補足
- 神室山の近くにはもう一つ、奥羽山脈に属する禿岳（小鏑山）がありこちらも「かむろだけ」「かむろさん」と呼ばれている。同じ呼び名であることから、両山は姉妹であるとされており、山麓では姉妹神の争いの伝承が伝えられている。禿岳を区別のため「はげかむろ」と呼ぶ人もいる。
- 前述の通り、神室山は山岳信仰の山であったが、その周囲にも山岳信仰の山は多い。金山町の「竜馬山」、最上町の「権現山」、神室連峰の1峰でもある新庄市の八森山、「甑岳」と総称される加無山県立自然公園などである。